# أحمد ناجي (لاعب كرة قدم مصري)
أحمد ناجي محمد مدرب حراس مرمى.

## البطولات كلاعب
- الفوز بالدوري مع الأهلي 3 مرات
- وكأس مصر مرتين
- والبطولة الأفريقية مرتين أيضاً
- وساهم في فوز الترسانة بكأس مصر عام 1982
- ولعب نهائي كأس مصر مع السويس ضد المقاولون[ ؟ ] سنة 1989 قبل الاعتزال مباشرة.

## البطولات كمدرب
- الفوز بالدوري مع الأهلي 4 مرات
- 3 بطولات أفريقيا
- 3 كأس السوبر الأفريقي
- 4 كأس مصر
- 3 كأس السوبر المصري
- الوصول مرتين لـكأس العالم للأندية باليابان والفوز ببرونزية العالم في البطولة الثانية.
- مدرب حراس مرمى المنتخب المصري ضمن الجهاز الفنى المعاون للمدير الفني الأرجنتيني هيكتوركوبر

## وصلات خارجية
- أحمد ناجي على موقع اللجنة الأولمبية الدولية (الإنجليزية)
- أحمد ناجي على موقع أوليمبيديا (الإنجليزية)